# 前田有花
前田 有花（まえだ ゆか）は、日本の元経済ジャーナリスト。テレビ東京報道局、編成局宣伝部を経て総合マーケティング局総合プロモーション部副部長を務める。

## 人物・来歴等
- 神奈川県横浜市出身。フェリス女学院高等学校、慶應義塾大学法学部政治学科卒業（1999年）（メディアコミュニケーション研究所修了）。
- 2005年、中途採用にてテレビ東京入社[1]。
- 元テレビ朝日アナウンサーの前田有紀は実妹。
- 2005年7月1日の人事異動まで経済部記者として『株式ワイド クロージングベル』『ニュース・アイ』に出演。2009年10月からWBSディレクターとして『ワールドビジネスサテライト』に出演、また報道局マーケットニュースキャスターとして活動。
- 結婚を機に自身の働き方改革を期して2015年に編成局宣伝部に異動[1]。
- 編成局から総合マーケティング局総合プロモーション部副部長職に異動後、2023年4月1日付にてマーケティング局プロモーション部担当部長に昇格する予定[2]。

## 記者時代の出演番組
- Mプラス Express（2011年10月～2013年3月）
- ワールドビジネスサテライト（2009年10月～2011年9月）
  - WBSディレクターとして2009年10月～2010年6月
  - マーケットキャスターとして2010年6月28日～2011年9月30日
  - 豊島晋作の休暇代理 2012年9月24日～9月28日
- 株式ワイド クロージングベル（～2005年7月1日）

## 宣伝部時代の担当番組

### 現在
- 二軒目どうする?〜ツマミのハナシ〜
- 〜夢のオーディションバラエティー〜Dreamer Z

### 過去
- ナイトヒーロー NAOTO
- 所さんの学校では教えてくれないそこんトコロ!
- セトウツミ